# ردرو
ردرو (انگلیسی: Redru؛ زادهٔ ۲۳ ژوئن ۱۹۹۷) بازیکن فوتبال اهل اسپانیا است.
از باشگاه‌هایی که در آن بازی کرده‌است می‌توان به باشگاه فوتبال رئال بتیس و باشگاه فوتبال الچه اشاره کرد.